# 北泰利耶
北泰利耶（瑞典語：Norrtälje），又纯音译作诺尔泰利耶，是瑞典斯德哥尔摩省北泰利耶市镇的城区。
北泰利耶最早建于1219年，1622年获得国王特许，原来城市建筑都是木结构，1719年，大部分毁于和俄罗斯的战争中。
建于北泰利耶的皮萨告拉机械工厂博物馆是由前内燃机厂改建的，现在是瑞典最著名的工业遗产。